# Olešnice nad Halštrovem
Olešnice nad Halštrovem (německy  oficiálně Oelsnitz/Vogtl.) je velké okresní město v německé spolkové zemi Sasko. Nachází se v zemském okrese Fojtsko a žije v ní přibližně 9 900 obyvatel. Leží na řece Bílý Halštrov.

## Historie
Prvně byla oblast města osídlena Slovany.První písemná zmínka pochází z roku 1200. V roce 1227 je v historických dokumentech zmiňován místní kostel svatého Jakuba. Mezi lety 1232 až 1248 zde nechali fojti ze Strassbergu vybudovat hrad Voigtsberg. Jako město je Olešnice poprvé prokazatelně zmiňována až v roce 1357, kdy ji během Vogtlandské války získali i s hradem Voigtsberg fojti z Plavna.
V roce 1927 byla Olešnice prvním německým městem, kde byl zvolen starostou člen strany KPD, Otto Karl Bachmann.

## Geografie

### Místní části
- Görnitz
- Lauterbach
- Hartmannsgrün
- Oberhermsgrün
- Planschwitz
- Raasdorf
- Raschau
- Taltitz
- Untermarxgrün
- Voigtsberg

## Vývoj počtu obyvatel
| Rok            | 1834  | 1890  | 1910   | 1925   | 1939   | 1950   | 1960   | 1971   | 1981   | 2000   | 2007   |
| -------------- | ----- | ----- | ------ | ------ | ------ | ------ | ------ | ------ | ------ | ------ | ------ |
| Počet obyvatel | 3 814 | 9 426 | 13 951 | 17 038 | 15 296 | 17 572 | 16 389 | 15 409 | 13 892 | 12 685 | 11 905 |

## Osobnosti
- Eberhard Hertel (* 1938), zpěvák
- Stefanie Hertelová (* 1979), zpěvačka

## Galerie

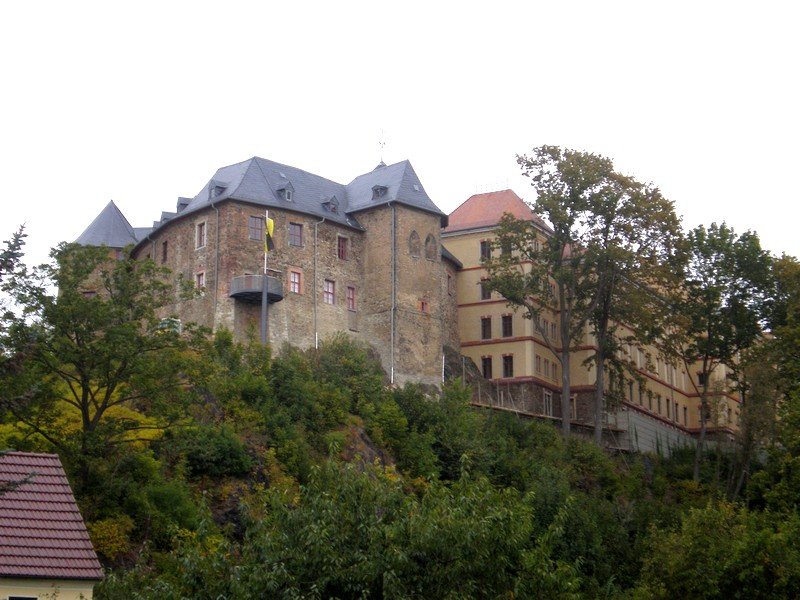
Zámek Voigtsberg.
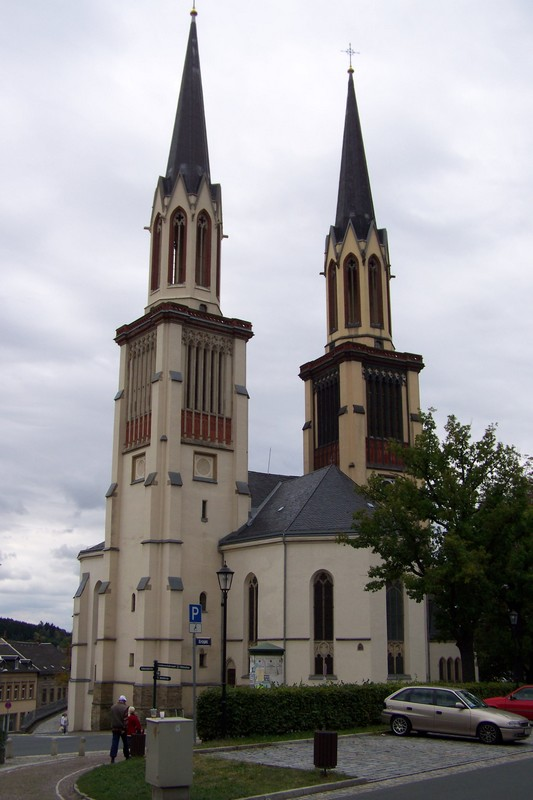
Kostel sv. Jakuba Staršího.